# Wolfgang Dietrich (Unternehmer)

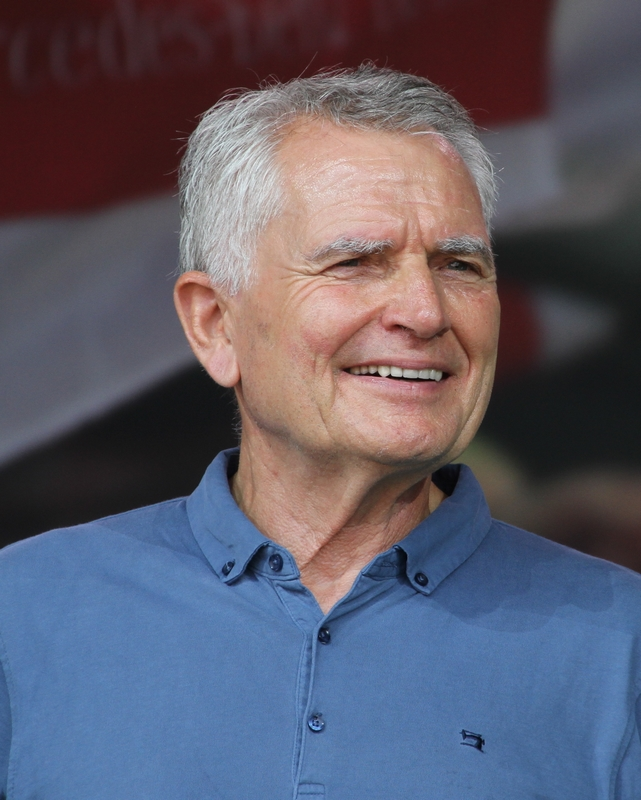
Wolfgang Dietrich (2018)

Wolfgang Dietrich (* 24. Juli 1948 in Stetten im Remstal) ist ein deutscher Unternehmer und war vom 9. Oktober 2016 bis zu seinem Rücktritt am 15. Juli 2019 Präsident des VfB Stuttgart. Von 2010 bis Februar 2015 war er Sprecher des Bahnprojekts Stuttgart–Ulm (Stuttgart 21 und Neubaustrecke Wendlingen–Ulm) und Vorstandsvorsitzender des gleichnamigen Vereins.

## Werdegang
Dietrich wuchs in Backnang auf. Seine Eltern Margarete und Wilhelm Dietrich betrieben ein Café in der Ortschaft Steinbach. Sein Vater Wilhelm, ein gelernter Bäcker, war zuvor als Kriegsversehrter aus dem Zweiten Weltkrieg zurückgekehrt. Dietrich absolvierte zunächst eine kaufmännische Ausbildung. Nach dem frühen Tod seiner Eltern zog er von Backnang nach Stuttgart und nahm dort ein Studium der Betriebswirtschaftslehre auf.

### Unternehmer
Im Alter von 22 Jahren gründete er ein Programmierbüro und stieg wenig später beim Stuttgarter Software- und Systemhaus Strässle ein. Dort war er zunächst Vertriebsleiter und später Geschäftsführer. Zudem erwarb er eine fünfprozentige Beteiligung an dem Unternehmen.
Dietrich war 22 Jahre lang für Strässle tätig. Das Unternehmen wuchs in dieser Zeit auf mehr als 500 Mitarbeiter und einen dreistelligen Millionenumsatz. Er schied überraschend im November 1995 aus, gleichzeitig veräußerte er seine Beteiligung an dem Unternehmen. Im Februar 1996 gründete Dietrich die Beteiligungsgesellschaft VMM Consulting GmbH mit Sitz in Leonberg, deren alleiniger Geschäftsführer und Gesellschafter er bis heute ist.
Zwei Jahre nach seinem Ausscheiden meldete Strässle Insolvenz an. Gemeinsam mit einem Geschäftspartner übernahm Dietrich für die VMM einen der Geschäftsbereiche. Zwischen 1995 und 2008 investierte er über die VMM zudem in mehrere mittelständische Softwareunternehmen. Diese Anteile veräußerte er im Jahr 2008, gleichzeitig verkaufte er auch sein im Jahr 1970 gegründetes Programmierbüro.
Ab dem Jahr 2008 begann er, sich im Sportmarketing zu engagieren und konzentrierte seine unternehmerischen Aktivitäten auf das Gebiet Finanzierung und Marketing im Bereich des Profifußballs.
Von 2005 bis 2011 war Dietrich alleiniger Generalbevollmächtigter und die VMM einer von zwei Aktionären des Sportförderers und Finanzinvestors Ventric AG. Ende 2009 gründete er zudem die Quattrex Sports AG, deren Hauptaktionär zunächst die VMM war. Ab dem Jahr 2010 begann die VMM sukzessive die Aktien an Christoph Dietrich und dessen Geschäftspartner Tobias Schlauch zu übertragen beziehungsweise zu verkaufen. 2011 übernahmen Tobias Schlauch und Christoph Dietrich das aktive Management der Quattrex Sports AG. Danach schied Dietrich aus dem Vorstand der Gesellschaft aus, im Mai 2016 trat er auch aus dem Aufsichtsrat der Quattrex AG zurück. Bis Mitte 2016 hielt Dietrich über seine VMM noch knapp 14 Prozent der Aktien, die dann im Jahr 2017 veräußert wurden.
Zusammen mit Tobias Schlauch und seinem Sohn Christoph gründete Dietrich im Jahr 2015 die Quattrex Finance GmbH sowie kurz danach die Quattrex S.a.r.l. Luxemburg. Die Geschäftsanteile hielt er wiederum über die VMM. Diese Gesellschaften haben eine beratende Funktion bei Investitionsentscheidungen des Quattrex S.C.A. Sicav Fonds, der mit Mitteln von deutschen institutionellen Anlegern in Fußballvereine in Deutschland und im europäischen Ausland investiert. Nach Etablierung und Aufnahme der Geschäftstätigkeit dieser Gesellschaften legte Dietrich im Mai 2016 die Geschäftsführung der Quattrex Finance GmbH nieder. Die Geschäftsanteile der VMM an der Quattrex S.a.r.l. Luxemburg wurden im Oktober 2016 veräußert. Die Geschäftsanteile der VMM an der Quattrex Finance GmbH wurden mit Wirkung zum 1. Januar 2018 an die beiden Mitgesellschafter veräußert beziehungsweise übertragen.

### Vorstandsvorsitzender und Sprecher Bahnprojekt Stuttgart–Ulm
Die Amtszeit von Wolfgang Dietrichs als Sprecher und Vorstandsvorsitzender des Bahnprojekts Stuttgart–Ulm e. V. vom September 2010 bis Februar 2015 war von einigen wichtigen Ereignissen geprägt. Dazu gehören unter anderem der sogenannte „Schwarze Donnerstag“, die Schlichtung zu Stuttgart 21, der Stresstest sowie die erste Volksabstimmung in der Geschichte des Landes über ein Infrastrukturvorhaben. Das Ergebnis der Volksabstimmung war eindeutig: eine klare Mehrheit (58,9 %) im Land und auch in der Region Stuttgart stimmten gegen einen Ausstieg des Landes Baden-Württemberg aus der Projektfinanzierung. Bei der Landtagswahl in Baden-Württemberg am 27. März 2011 kam es zudem zu einem als „historisch“ gewerteten Regierungswechsel in Baden-Württemberg.
Dietrich war vom damaligen Vorstandsvorsitzenden der Deutschen Bahn, Rüdiger Grube, für das Amt des Sprechers vorgeschlagen worden. Die Projektpartner (Land Baden-Württemberg, Verband Region Stuttgart, Landeshauptstadt Stuttgart, Flughafen Stuttgart, Deutsche Bahn) wählten Dietrich einstimmig zum Vorstandsvorsitzenden und Sprecher. Der Verein Bahnprojekt Stuttgart–Ulm selbst war bereits im Jahr 2009 von den Projektpartnern gemeinsam gegründet worden.
Am 8. Oktober 2014 gab Dietrich bekannt, dass er sein Amt zum Jahresende niederlegen wird. Mit der Genehmigung des Grundwassermanagements durch das Eisenbahn-Bundesamt im September 2014 sei der entscheidende Durchbruch gelungen und das Projekt unumkehrbar geworden. Auf einhelligen Wunsch der Projektpartner verlängerte Dietrich sein Engagement dann noch einmal und schied erst Anfang Februar 2015 aus seinen Ämtern aus. Im ersten Jahr hatte Dietrich ehrenamtlich gearbeitet, ab Anfang 2012 wurde seine Tätigkeit vergütet.
Bei seiner Verabschiedung wurde er vom Projektträger Deutsche Bahn und Befürwortern aus Politik und Gesellschaft für seine Arbeit und die erreichten Ergebnisse gewürdigt. Projektgegner, wie die Parkschützer oder die Schutzgemeinschaft Filder, sahen in ihm dagegen einen Prügelknaben ohne Entscheidungskompetenz und fehlendem Rückhalt bei den Projektverantwortlichen, der die Einhaltung des Kosten- und Zeitplans des Projekts bis zuletzt in der Öffentlichkeit verteidigte.
Mit Dietrichs Ausscheiden wurden die Zuständigkeiten und Verantwortlichkeiten zwischen dem Verein und der DB Projekt Stuttgart–Ulm GmbH neu geregelt. Die Sprecherrolle des Projektes und damit die Information der Öffentlichkeit zum Baufortschritt wurde in die Aufgaben der DB Projekt Stuttgart–Ulm GmbH integriert. Der Verein Bahnprojekt Stuttgart–Ulm konzentriert sich seither auf die übergeordnete Öffentlichkeitsarbeit zum Projekt und damit die direkte Information der Bürgerschaft.

### Präsident des VfB Stuttgart
Am 22. Juli 2016 wurde bekannt, dass Wolfgang Dietrich vom Aufsichtsrat des damaligen Zweitligisten VfB Stuttgart für das Amt des Präsidenten vorgeschlagen wurde. Dietrichs Kandidatur stieß auf Grund seiner früheren Aktivitäten für das Bahnprojekt Stuttgart 21 sowie seiner unternehmerischen Tätigkeiten im Zusammenhang mit dem Unternehmen Quattrex auch auf Kritik in der Vereinsbasis. Am 28. September 2016 teilte die Deutsche Fußball Liga (DFL) mit, dass sie „eine Tätigkeit von Herrn Dietrich als Präsident des VfB Stuttgart für vereinbar mit den Vorgaben des Ligastatuts“ halte. Im Vereinsregister des VfB trägt er die Mitgliedsnummer 836, als Eintrittsjahr ist 1974 vermerkt.
Am 9. Oktober 2016 wurde Dietrich auf der Mitgliederversammlung des VfB Stuttgart zum ehrenamtlichen Präsidenten des Vereins gewählt. Mit dem Beschluss der Mitgliederversammlung über die Ausgliederung der Fußballabteilung am 1. Juni 2017, bei der 84,2 % der Mitglieder für den Verkauf von bis zu 24,9 % der Aktien sowie umfangreiche Satzungsänderungen stimmten, beendete der Verein eine über Jahre anhaltende strittige Diskussion. Nach der erfolgten Ausgliederung wurde Dietrich zum Vorsitzenden des Aufsichtsrates der VfB Stuttgart 1893 AG gewählt. Erster Ankerinvestor wurde die Daimler AG, die 11,75 Prozent der Anteile erwarb und dafür 41,5 Millionen Euro zahlte.
Im ersten Jahr der Amtszeit von Dietrich gelang dem VfB Stuttgart mit dem von Sportvorstand Jan Schindelmeiser eingestellten Cheftrainer Hannes Wolf im Mai 2017 der direkte Wiederaufstieg in die Bundesliga.
Anfang August 2017 verkündete Dietrich die im Aufsichtsrat einstimmig beschlossene Entlassung von Sportvorstand Jan Schindelmeiser sowie die Verpflichtung von dessen Nachfolger Michael Reschke. Mit Sportvorstand Reschke und Cheftrainer Wolf sowie dessen im Januar 2018 verpflichteten Nachfolger Tayfun Korkut erreichte der VfB als Aufsteiger überraschend den 7. Platz in der Bundesliga und verpasste die Qualifikation für die UEFA Europa League nur, da Eintracht Frankfurt das DFB-Pokalfinale überraschend gegen Bayern München gewann.
In der Saison 2018/2019 konnte der VfB nicht mehr an diese Leistungen anknüpfen und stieg am Ende erneut in die 2. Bundesliga ab. Zuvor hatte er sich im Februar 2019 von Sportverstand Michael Reschke getrennt und Thomas Hitzlsperger zu dessen Nachfolger ernannt. Von Teilen der Fans wurde in dieser Situation eine Kampagne gegen Dietrich gestartet, bei der die bereits vor der Wahl geäußerte Kritik wiederholt im Mittelpunkt stand. Diese Kritik gipfelte in insgesamt 65 Anträgen auf Abwahl von Wolfgang Dietrich, die vor der Mitgliederversammlung am 14. Juli 2019 formgerecht per Einschreiben gestellt worden waren. Die turbulente Mitgliederversammlung musste allerdings wegen technischer Probleme mit der WLAN-Verbindung abgebrochen werden, eine Abstimmung unter den rund 4500 anwesenden Mitgliedern über die Anträge war daher nicht möglich. Die Ursachen sind bis heute ungeklärt, die Schuldfrage wird in einem Rechtsstreit zwischen VfB und dem Anbieter geklärt. Das Verfahren steht noch aus. Einen Tag nach der Mitgliederversammlung erklärte Dietrich am 15. Juli 2019 seinen Rücktritt vom Amt des Präsidenten beim VfB Stuttgart. Dietrich gab zugleich das Amt des Aufsichtsratsvorsitzenden der VfB Stuttgart AG auf.
In einer Gesamtentlastung wurde er zusammen mit den anderen Vorstandsmitgliedern bei der Mitgliederversammlung am 3. Dezember 2017 mit 78,4 Prozent für das Jahr 2016 entlastet. Bei der Mitgliederversammlung am 10. Juni 2018 stimmten 91,9 Prozent der Mitglieder für eine Entlastung des Präsidiums. Fünf Monate nach Dietrichs Rücktritt wurde am 15. Dezember 2019 eine außerordentliche Mitgliederversammlung einberufen, bei der 79 Prozent der anwesenden VfB-Mitglieder gegen die Einzelentlastung Dietrichs für das Jahr 2018 stimmten.

## Sonstiges
Von 1998 bis 2007 war Dietrich ehrenamtlicher Präsident des Golfclubs Bad Liebenzell, nach seiner Amtszeit wurde er von der Mitgliederversammlung zum Ehrenvorsitzenden des Clubs gewählt. Seit 2000 engagiert sich Dietrich für diverse soziale Projekte in Südafrika, wo er seither auch seinen zweiten Wohnsitz hat. Zum Stand September 2016 ist er noch Aufsichtsratsvorsitzender der Unternehmensberatungsgesellschaft Concept AG. Bei verschiedenen öffentlichen Auftritten hat er betont, dass er nie politischen Parteien oder Vereinigungen, die Parteien nahestehen, angehört habe.
Dietrich ist zweifacher Familienvater, er lebt mit seiner Lebensgefährtin in Stuttgart und Leonberg. Der ältere seiner beiden Söhne, Christoph, ist Unternehmer. Sohn Matthias Dietrich ist Schauspieler und Filmemacher.